# Isaac Yaguaro
Yaguaro  Flores est un nom espagnol. Le premier nom de famille, en général paternel, est Yaguaro ; le second, en général maternel, souvent omis, est Flores.
Isaac Simón Yaguaro Flores, né le 14 mai 1993, est un coureur cycliste vénézuélien.

## Palmarès sur route

### Par année
- 2009
  - 2e du championnat du Venezuela du contre-la-montre cadets
- 2010
  -  Champion du Venezuela sur route juniors
  - Prologue du Tour du Portugal juniors (contre-la-montre par équipes)
- 2011
  - 2e du championnat du Venezuela sur route juniors
- 2012
  - 2e du championnat du Venezuela du contre-la-montre espoirs
- 2013
  - Vuelta a Paria :
    - Classement général
    - 1re étape
- 2014
  - Clásico Gobernasor de Anzoátegui
  - 1re étape de la Vuelta a Paria
- 2015
  -  Champion du Venezuela sur route espoirs
  - Clásico Virgen de la Begoña
  - 3e du Tour de Zulia
- 2022
  - 2e du championnat du Venezuela du contre-la-montre par équipes

### Classements mondiaux
| Année            | 2015 | 2016 | 2017 | 2018 | 2019 | 2020 | 2021 |
| ---------------- | ---- | ---- | ---- | ---- | ---- | ---- | ---- |
| UCI America Tour | 140e |      |      |      | 567e | 195e | 300e |

## Palmarès sur piste

### Championnats panaméricains
- Aguascalientes 2014
  -  Médaillé de bronze de la poursuite par équipes

### Championnats nationaux
- 2012
  -  Champion du Venezuela de poursuite par équipes (avec Manuel Briceño, Randall Figueroa et Richard Ochoa)
- 2013
  -  Champion du Venezuela de course aux points
  - 3e du championnat du Venezuela de poursuite